# Ariadne crestonia
Ariadne crestonia är en fjärilsart som beskrevs av Hans Fruhstorfer 1912. Ariadne crestonia ingår i släktet Ariadne och familjen praktfjärilar. Inga underarter finns listade i Catalogue of Life.